# زمین‌لرزه ۱۹۹۲ پاکستان
زمین‌لرزه پاکستان  در تاریخ ۲۰ مه ۱۹۹۲ میلادی، برابر با ‎۳۰ اردیبهشت ۱۳۷۱، ساعت ۱۲:۲۰:۳۲ به زمان یوتی‌سی در پاکستان رخ داد. ژرفای این زلزله ۱۹ کیلومتر بود، و بزرگی آن ۶ در مقیاس Mw اعلام شده‌است. زمین‌لرزه به وقت محلی در روز چهارشنبه، ساعت ۱۷ روی داده و منطقه زمانی آن یوتی‌سی +۵ بوده‌است .
سازمان زمین‌شناسی آمریکا نیز رومرکز این زمین‌لرزه را در مختصات ۳۳°۲۲′۳۷″شمالی ۷۱°۱۹′۰۱″شرقی / ۳۳٫۳۷۷°شمالی ۷۱٫۳۱۷°شرقی و ژرفای آنرا در ۱۶ کیلومتر گزارش کرده‌است. بزرگی برگزیدهٔ این سازمان از میان بزرگیهای محاسبه‌شدهٔ مختلف ۶٫۳ در مقیاس Mw بوده و از دید اثر، در میان چهار دسته‌بندی «نامحسوس»، «محسوس»، «زیان‌آور» یا «با تلفات»، زلزله را «با تلفات» اعلام کرده‌است.دستکم ۴۰ ساختمان در زمین‌لرزه خراب شده‌است.
پروژهٔ «تنسور گشتاور مرکزوار» زاویه‌های (راستا، شیب، ریک) گسل سازندهٔ زمین‌لرزه و صفحه عمود بر آنرا (°۲۳۷، °۵، °۷۹) یا (°۶۸، °۸۵، °۹۱) و نوع گسل را «معکوس» فرارسانده‌است.
شمار کشتگان زلزله حدود ۳۶ نفر بوده‌است.تعداد زخمیان ۱۰۰ نفر برآورده شده‌است.بی‌خانمان شدگان نیز ۲۰۰۰ نفر اعلام شده‌است.